# Triepeolus dacotensis
Triepeolus dacotensis là một loài Hymenoptera trong họ Apidae. Loài này được Stevens mô tả khoa học năm 1919.